# Alexander Theodor Ahrweiler
Alexander Theodor Ahrweiler (getauft am 17. April 1786 in der Kirche St. Anna in Düren; † 8. November 1868 in Neuss) war Justizrat und Notar.
Sein Vater, Peter Joseph Ahrweiler, betrieb mit seiner Ehefrau, Anna Margaretha geb. Starck, der Mutter des Alexander, eine kleine Schusterei bzw. ein Spezereigeschäft in der Oberstraße Nr. 225 (Gedeme). Der Vater Joseph Ahrweiler, der am 2. Juli 1783 in Düren eingebürgert wurde, verstarb am 11. April 1803, seine Frau überlebte ihn um 30 Jahre, sie starb erst am 19. August 1833. Außer diesem Sohn hatten die Eltern noch eine Tochter, welche nach dem Tode der Mutter das Spezereigeschäft fortführte, bis sie am 18. August 1838 unverehelicht in Düren verstarb.
In seiner Jugend besuchte Alexander Theodor Ahrweiler das Gymnasium am Altenteich in Düren und machte dort sein Abitur. Nach Absolvierung der Schule genoss er in Düren bei einem Rektor der Karmeliterordens Unterricht in Philosophie und erlernte die kaufmännische Buchführung, bis ihm am 1. November 1805 eine Sekretärstelle beim Empfangsbüro des Zentral-Wohltätigkeitsamts zu Köln übertragen wurde.
Die freie Zeit, welche ihm seine dienstliche Beschäftigung übrig ließ, nutzte er für die Weiterbildung. Er studierte das römische Recht unter Anleitung des Kölner Privatlehrers Jagdfeld.
Von Köln nach Düren zurückgekehrt, befasste er sich ein Jahr lang auf der Amtsstube des damaligen hiesigen Notars Schmitz mit praktischen Übungen in Notarssachen. Durch das Los zum Militärdienst bestimmt, musste er alsdann in die französische Armee eintreten. Man bemerkte schnell seine Geschicklichkeit und verwendete ihn infolgedessen meist auf militärischen Büros in Paris und Metz. Das französische Kriegsministerium ernannte ihn sogar zum „Quartier-maître trésorier“ (Quartier-Zahlmeister/Schatzmeister). Nach der Dienstzeit kehrte Alexander Ahrweiler Ende des Jahres 1811 wieder nach Düren zurück. Einige Zeit später erhielt er in Düren, in dem angesehenen Handlungshaus von Ludolph Hoesch, die Stelle eines Buchhalters und bekleidete dieses Amt fünf Jahre lang. Am 18. Oktober 1818 stiftete König Friedrich Wilhelm III. die nach ihm genannte Rheinische Universität in Bonn.
Ostern 1819 wurde der bereits 33-jährige Ahrweiler einer der ersten Studenten der Rheinischen Hochschule immatrikuliert und studierte dort unter anderem Rechtsgeschichte und Geschichte der Quellen des römischen Rechts, deutsches und französisches Kriminalrecht, preußischen Zivilrecht und katholisches/evangelisches Kirchenrecht. Es folgten im Jahre 1822 die Tätigkeit als Notar in Reifferscheid, Eupen und 1825 in Neuss, dies bis zum Lebensende.
Am 20. Juni 1825 wurde Alexander Ahrweiler in Anerkennung seiner langjährigen treuen Amtsführung vom König den Titel des Justizrates verliehen. In seinem Testament vermachte Ahrweiler aus Liebe zu Düren und dem Gymnasium 230.000 Taler. Dadurch sicherte er den Fortbestand dieser Schule und ermöglichte vielen Schülern das Studium. Er stiftete unter anderem auch 36.000 Taler zur Errichtung der Josefskapelle an der Nordseite der alten Annakirche, die 1881 eingeweiht wurde. Zu Ehren Ahrweilers wurde der Hühnermarkt an der Nordseite von St. Anna im Jahre 1881 in Ahrweilerplatz umbenannt.